# Biopreparat
Biopreparat (Russisch: Биопрепарат) is de naam van de onderzoeksorganisatie voor biologische wapens van de Sovjet-Unie die vanaf 1973 met 30.000 werknemers pathogenen en hun remedies (tegengiffen, sera, antibiotica) onderzocht. Sinds de ineenstorting van de Sovjet-Unie is de status van het onderzoek onbekend, het zou nog tot midden de jaren 1990 voortgeduurd hebben of kan nog steeds voortduren.